# 1630

## أحداث
- تأسيس مدينة رفير وتقع حاليا في الولايات المتحدة.
- انتهاء الحرب المغربية السونغية.

## مواليد
- تشارلز الثاني ملك إنجلترا
- هينيغ براند

## وفيات
- يوهانس كيبلر

حسن بك تركمان العظمة